# WTA-toernooi van Calgary
Het WTA-toernooi van Calgary was een eenmalig tennistoernooi voor vrouwen dat van 4 tot en met 10 februari 1980 plaatsvond in de Canadese stad Calgary. De officiële naam van het toernooi was Avon Futures of Calgary.
De WTA organiseerde het toernooi, dat in de categorie "Futures" viel en werd gespeeld op hardcourtbinnenbanen.
Er werd door 32 deelneemsters gestreden om de titel in het enkelspel, en door een onbekend aantal paren om de dubbelspeltitel. Aan het kwalificatietoernooi voor het enkelspel namen 32 speelsters deel, met vier plaatsen in het hoofdtoernooi te vergeven. Voorafgaand aan het kwalificatietoernooi werd een pre-kwalificatie gehouden, met 70 deelneemsters.

## Finales

### Enkelspel
| Datum      | Naam                    | ($)    | Ondergrond        | Winnares         | Verliezend finaliste  | Uitslag       | bron  |
| ---------- | ----------------------- | ------ | ----------------- | ---------------- | --------------------- | ------------- | ----- |
| 1980-02-04 | Avon Futures of Calgary | 25.000 | hardcourt, binnen | Regina Maršíková | Christiane Jolissaint | 4-6, 7-6, 6-2 | [ 2 ] |

### Dubbelspel
| Datum      | Naam                    | ($)    | Ondergrond        | Winnaressen                      | Verliezend finalistes        | Uitslag       | bron  |
| ---------- | ----------------------- | ------ | ----------------- | -------------------------------- | ---------------------------- | ------------- | ----- |
| 1980-02-04 | Avon Futures of Calgary | 25.000 | hardcourt, binnen | Marjorie Blackwood Pam Whytcross | Leslie Allen Dianne Morrison | 7-5, 5-7, 6-4 | [ 2 ] |

ITF-toernooien (mannen en vrouwen)

ATP-toernooien (mannen) – ATP-seizoen 2025

WTA-toernooien (vrouwen) – WTA-seizoen 2025

Voormalige toernooien mannen
Voormalige toernooien vrouwen
Voormalige amateurtoernooien